# Lyle Preslar
Lyle Preslar (...) è un chitarrista statunitense, celebre per essere stato uno dei componenti del gruppo hardcore punk straight edge Minor Threat.
Cresciuto all'interno della scena hardcore di Washington, ha iniziato con il gruppo The Exorts. Dopo lo scioglimento dei Minor Threat, Lye Preslar ha suonato con i Samhain dell'ex-Misfits Glenn Danzig, i The 400, i The Meatmen ed ha lavorato per la Caroline Records.